# Starlight Express
Starlight Express è un musical del 1984 composto da Andrew Lloyd Webber con testi di Richard Stilgoe.
La particolarità di questo spettacolo è che gli attori recitano su pattini a rotelle interpretando la parte di locomotori e vagoni ferroviari.

## Produzioni
La prima produzione originale del musical aprì all'Apollo Victoria Theatre di Londra il 27 marzo 1984 con la regia di Trevor Nunn e coreografie di Arlene Philipps e rimase in scena ininterrottamente fino al 12 gennaio 2002 dopo 7.406 rappresentazioni. Il teatro subì una completa ristrutturazione e venne realizzata una pista per pattini a rotelle che dal palcoscenico si estendeva tutta attorno alla platea nonché intorno e di fronte alla galleria.
Il musical è stato estremamente rielaborato nelle produzioni successive (per esempio nella versione di Broadway del 1987) e nel novembre 1992 la stessa produzione londinese inaugurò una nuova versione chiamata The New Starlight Express. Numeri musicali, costumi, coreografie e lo stesso teatro subirono grosse modifiche rispetto alla produzione originale.
La produzione di Broadway fu candidata a 7 Tony Award vincendo quello per i migliori costumi.
Nel 1988 ha aperto a Bochum in Germania la versione tedesca dello spettacolo, tuttora in scena dopo più di trent'anni (luglio 2020). Il teatro di Bochum, costruito appositamente per ospitare il musical, è dotato di speciali rampe e ponti per consentire agli attori, che si muovono su pattini a rotelle, di rappresentare ancora più realisticamente questa storia di treni.

## Trama
Sebbene la storia sia stata estremamente alterata nelle produzioni successive a quella originale, il contenuto originale è rimasto più o meno lo stesso: un gruppo di locomotori corrono una gara internazionale dove ogni locomotore deve avere un vagone per poter partecipare.
Greaseball è un locomotore diesel, alquanto arrogante e con una certa somiglianza con Elvis Presley. La sua fidanzata e partner nella gara è Dinah, un vagone ristorante. È accompagnato dalla Greaseball Gang, composta da altri locomotori diesel.
Rusty è un giovane locomotore a vapore che sogna di vincere la gara ma viene deriso dagli altri partecipanti perché considerato troppo antico e lento. È innamorato di Pearl, un vagone nuovo fiammante che inizialmente accetta di correre nella gara come sua partner ma poi decide di unirsi a Electra, un moderno locomotore elettrico. Poppa, un vecchio locomotore a vapore, racconta a Rusty la leggenda di Starlight Express, il treno di mezzanotte che aiuta i locomotori in difficoltà. Rusty incontra Starlight Express in un sogno nel quale il leggendario locomotore gli dice che l'aiuto e la forza di cui ha bisogno sono dentro di lui.
Alla fine Rusty vince la gara battendo locomotori più potenti e conquistando nello stesso tempo la fiducia in se stesso e l'amore di Pearl.
Lloyd Webber descrisse la trama come una versione moderna di Cenerentola nella quale Cenerentola è rappresentata dal protagonista Rusty, le sorellastre da Greaseball e Electra, mentre Starlight Express rappresenta la fata madrina.
Naturalmente, al di la dei risvolti fiabeschi della storia, il senso più profondo risiede nel fatto che c'è uno "Starlight Express" in ognuno di noi, che basta volerlo trovare, credendo in se stessi e nelle proprie possibilità, anche se - come nel caso di Rusty - si parte svantaggiati rispetto ai Greasball o agli Electra di turno.